# Salzsumpf-Erntemaus
Die Salzsumpf-Erntemaus (Reithrodontomys raviventris), zuweilen als Salzwiesen-Erntemaus bezeichnet, ist ein in Nordamerika lebendes Nagetier (Rodentia) aus der Familie der Wühler (Cricetidae).

## Merkmale
Die Salzsumpf-Erntemaus erreicht eine Gesamtlänge von 118 bis zu 175 Millimetern, eine Schwanzlänge von 56 bis 95 Millimetern und eine Hinterfußlänge von 15 bis 21 Millimetern. Das Gewicht variiert zwischen 76 und 145 Gramm. Sie hat ein dunkelbraunes Rückenfell, von dem sich ein dunkler Längsstreifen abhebt. Die Flanken können gelbbraun oder rosa- bis zimtfarben sein. In der Nähe der vorderen Ohrenbasis befinden sich häufig gelbliche Haarbüschel. Die Ohren selbst sind dunkel gefärbt. Der Schwanz ist zweifarbig, mit bräunlichen Haaren auf der Oberseite. Tiere  aus der südlichen Bucht von San Francisco haben normalerweise einen rötlichen Bauch, in Richtung Norden haben viele Tiere einen weißlichen Bauch.

## Ähnliche Arten
Ähnliche Arten sind Reithrodontomys montanus und Reithrodontomys fulvescens, die sich in erster Linie durch die längeren Schwänze unterscheiden. Da diese Arten in weiter östlich bzw. südlich gelegenen Regionen der USA vorkommen, gibt es keine geographische Überlappung mit Reithrodontomys raviventris.

## Verbreitung und Lebensraum
Die Salzsumpf-Erntemaus kommt endemisch in der San Francisco Bay Area vor. Sie bewohnt dort bevorzugt Sumpfgebiete und Salzwiesen, in denen Queller-Pflanzen (Salicornia) wachsen, die als pickleweed bezeichnet werden.

## Lebensweise

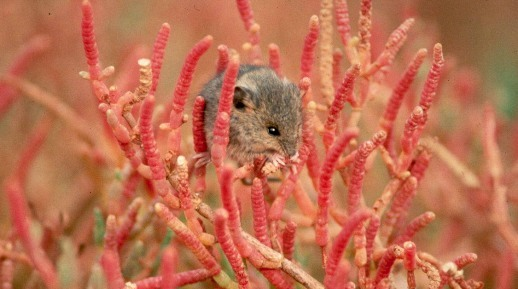
Salzsumpf-Erntemaus auf einer Queller-Pflanze (Salicornia), der bevorzugten Nahrung

Die Salzsumpf-Erntemaus lebt in kleinen kugelförmigen Nestern, die aus trockenen Gräsern auf dem Boden errichtet werden. Diese Grasnester haben einen Durchmesser von etwa 150 bis 175 Millimetern. Die Tiere sind überwiegend nachtaktiv. Da ihr Lebensraum viele Wasserstellen beinhaltet, müssen sie sich zuweilen schwimmend fortbewegen. Ihr Fell ist ziemlich wasserabweisend und sie können gut schwimmen. Während der höchsten Winterfluten ziehen sie sich in höhergelegene Graslandschaften zurück. Da sie gegenüber anderen Mitgliedern ihrer Art nicht aggressiv sind, können sie zeitweise enger zusammen leben und sich an unterschiedliche Standorte anpassen. Die Salzsumpf-Erntemäuse ernähren sich hauptsächlich von Queller-Pflanzen. Sie fressen auch eine geringe Menge an Samen und Insekten. Im Winter wird die Ernährung in erster Linie auf Gräser umgestellt. In einer Anpassung an ihren Lebensraum ist die Art in der Lage, ihren Flüssigkeitsbedarf durch Salzwasser zu decken.
Die Brutzeit reicht von März bis Oktober oder November. Der durchschnittliche Wurf beträgt vier Jungtiere. Normalerweise wirft ein Weibchen nur einmal pro Jahr. Dies unterscheidet diese Mäuse erheblich von der verwandten Art Reithrodontomys megalotis, die fast in jedem Monat Würfe austragen kann, sofern das Wetter nicht zu kalt ist.
Zu den Fressfeinden der Salzsumpf-Erntemaus zählen Reiher (Ardeidae), Falken (Falco), Habichte (Accipiter), Füchse (Vulpini), Skunks (Mephitidae) und Schlangen (Serpentes) sowie auch eingeführte Ratten (Rattus) und Hauskatzen (Felis catus).

## Gefährdung
Die Salzsumpf-Erntemaus bewohnt nur ein kleines Gebiet in der San Francisco Bay Area, das vom Menschen durch Entwässerung, Deichbildung und ähnliche Vorgänge ständig verändert wird. Fast alle Sümpfe in der San Francisco Bay sind außerdem weit voneinander entfernt, so dass ein genetischer Austausch oder eine Neubesiedlung von Populationen sehr erschwert ist. Der Lebensraum dieser Art ist somit in Gefahr. Sie wird von der Weltnaturschutzorganisation IUCN demzufolge als „stark gefährdet“ (endangered) klassifiziert.

## Politische Debatte
Nachdem im Jahr 2009 das Amerikanische Aufschwungs- und Reinvestitionsgesetz mit einer Mehrheit der Demokratischen Partei verabschiedet wurde, wurde von Gegnern des Gesetzes aus der Republikanischen Partei behauptet, dass darin 30 Millionen US-Dollar für die Wiederherstellung von Feuchtgebieten in der San Francisco Bay Area und zum Schutz der gefährdeten Salzsumpf-Erntemaus enthalten sind. Das Gerücht fand ein breites Echo in der Presse und wurde teilweise emotional und mit persönlichen Anschuldigungen geführt. In der Vorlage sind Projekte ist San Francisco jedoch nicht namentlich aufgeführt und die Organisationen United States Army Corps of Engineers (USACE) oder die National Oceanic and Atmospheric Administration (NOAA) können entscheiden, welche Projekte finanziert und ausgeführt werden.